# Erytrocytbezinkingssnelheid
De erytrocytbezinkingssnelheid, ook wel bezinking (sedimentatie) of BSE (bezinkingssnelheid van de erytrocyten) en soms onjuist ook bloedbezinksel genoemd, is de snelheid (mm/uur) waarmee de erytrocyten (rode bloedcellen) in een buisje bloed onder invloed van de zwaartekracht naar beneden zakken.

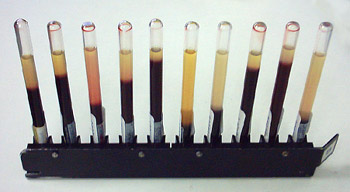
Een rek met tien buisjes BSE

## Meting van de bezinkingssnelheid
De bezinkingssnelheid van de erytrocyten in het plasma wordt gemeten door een buisje bloed af te nemen dat onstolbaar is gemaakt. In de door het CLSI (Clinical and Laboratory Standards Institute) in 2011 gepubliceerde Procedures for the Erythrocyte Sedimentation Rate Test: H02-A5 en de in 2010 door de ICSH (International Council for Standardization in Haematology) gepubliceerde ICSH review of the measurement of the erythrocyte sedimentation rate is de enig toegelaten referentiemethode (Westergren) beschreven. Conform daarmee wordt het bloed verdund met natriumcitraat (4+1) en opgebracht in een pipet met een standaardlengte van ten minste 200 mm en een diameter van 2,55 mm. 

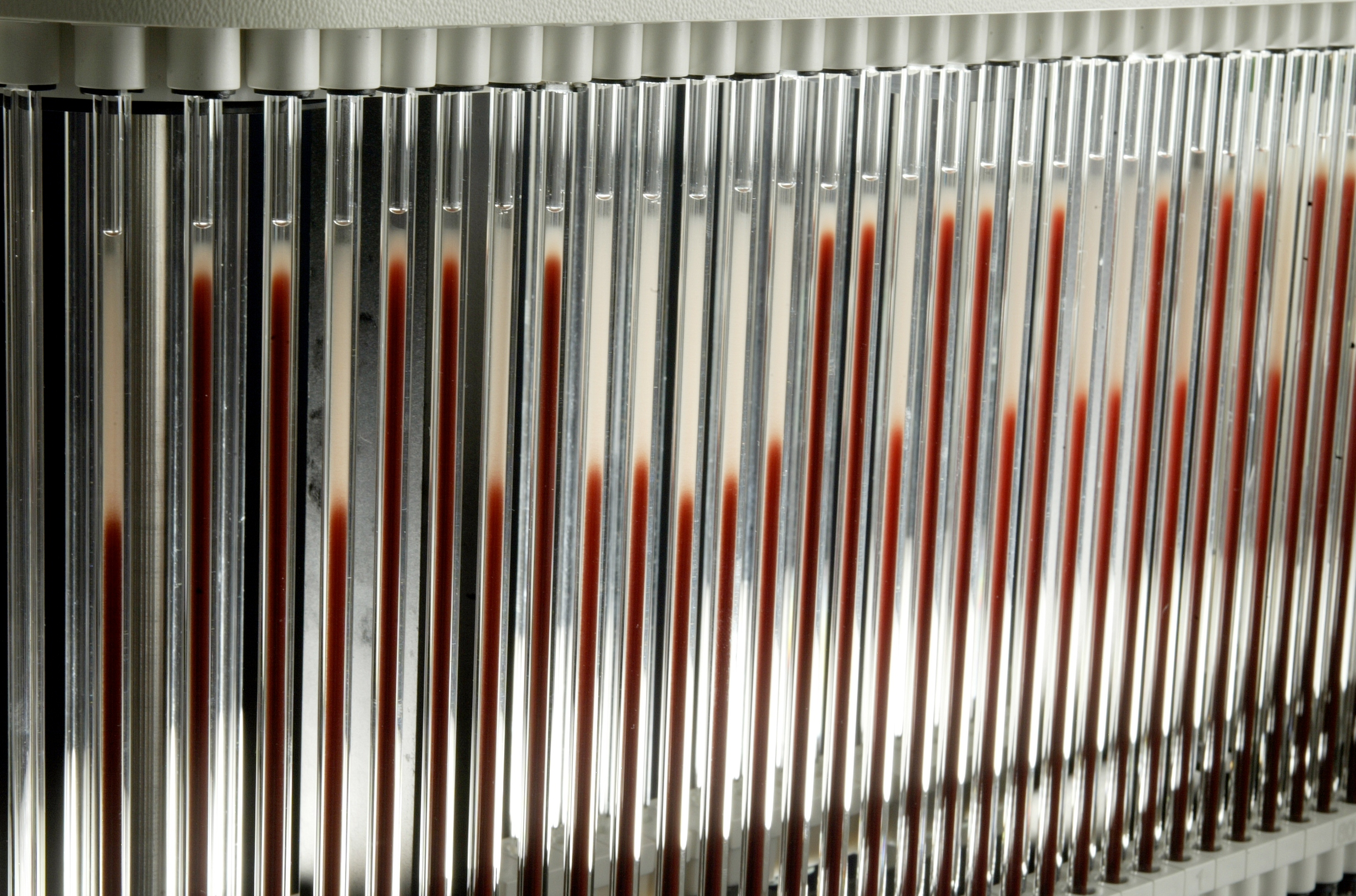
84 Westergren pipetten in een Starrsed ESr analyzer

De pipet blijft 1 uur onder trilvrije omstandigheden staan en wordt na 1 uur afgelezen. In dit uur zijn de rode bloedcellen naar beneden gezakt en is een heldere kolom plasma ontstaan. De lengte van deze kolom wordt in millimeter gemeten. De bezinking is verhoogd als deze hoger is dan 15 mm voor mannen en hoger dan 20 bij vrouwen. De bezinking kan ook na 30 minuten worden afgelezen en worden omgerekend naar een uur.

## Interpretatie
Normaliter zakt een erytrocyt niet zo snel naar beneden onder de invloed van de zwaartekracht aangezien het soortelijk gewicht bijna gelijk is aan dat van plasma. Er zijn echter 4 belangrijke factoren die de bezinking beïnvloeden:
Oppervlaktelading
Erytrocyten zijn negatief geladen en zullen elkaar afstoten waardoor de aggregatie minimaal is. In aanwezigheid van positief geladen eiwitten, bijvoorbeeld acutefase-eiwitten, zal de bezinking toenemen.
Aggregatie/geldrolvorming
Aggregatie zorgt ervoor dat het soortelijk gewicht verhoogd is en dus de bezinkingssnelheid verhoogd is. De aanwezigheid van antilichamen (bijvoorbeeld IgM) of antilichamen gebonden op de erytrocyt zullen de bezinking verhogen.
Botsingsfrequentie
De bezinking wordt verminderd als erytrocyten tegen elkaar botsen. Als het aantal rode bloedcellen is verminderd, zoals bij bloedarmoede, neemt de bezinkingssnelheid toe.
Wrijving
Bij een verhoogde wrijving, zoals bij vormafwijkingen van de erytrocyt en polycythaemia vera, neemt de bezinking af.
De BSE is verhoogd bij ziekteprocessen waarbij er een toename is van eiwitten (met name fibrinogeen en immunoglobulines). Voorbeelden hiervan zijn infectieziekten en infarcten waarbij de BSE meestal niet boven 100 mm is. Ook bij een verminderde botsingsfrequentie zoals bij bloedarmoede is er een toename in de BSE te zien. Bij reumatische aandoeningen of maligniteiten kan de bezinking toenemen tot boven de 100 mm. 
Een ongewoon lage bezinking kan wijzen op toegenomen stroperigheid van het bloed (polyglobulie), bijvoorbeeld door een toename in rode bloedcellen of door een vormverandering van de rode bloedcellen.

## Invloed van ontstekingen
Het bezinkingsgetal wordt door vele parameters beïnvloed, maar is een vrij goede maat voor de activiteit van ontstekingsprocessen in het lichaam. Bij ontstekingen zijn bepaalde eiwitproducten ook wel acutefase-eiwitten genoemd (in het bijzonder fibrinogeen) in het bloed te vinden. Deze zorgen ervoor, dat de afstoting van de erytrocyten (rode bloedcellen) vermindert of de aggregatie verhoogd wordt en deze sneller naar beneden zakken. De BSE zegt echter weinig over de oorzaak van die ontsteking: het kan evengoed om een zere keel gaan, als om een reumatoïde artritis of een blindedarmontsteking. Omdat de BSE vrij laat een reactie geeft na het begin van de ontsteking wordt deze bepaling steeds meer verdrongen door de bepaling van het C-reactief proteïne, de CRP-test.